# Holochelus phrygicus
Holochelus phrygicus är en skalbaggsart som beskrevs av Rudolph Petrovitz 1971. Holochelus phrygicus ingår i släktet Holochelus och familjen Melolonthidae. Inga underarter finns listade i Catalogue of Life.